# Eskimo Nell
Pour plus de détails, voir Fiche technique et Distribution.
Eskimo Nell est un film britannique réalisé par Martin Campbell et sorti en 1975.

## Synopsis
Un jeune réalisateur, Dennis Morrison, le producteur Clive Potter et le scénariste Harris Tweedle sont embauchés par un producteur de films érotiques miteux nommé Benny U pour faire un film basé sur le poème The Ballad of Eskimo Nell.

## Fiche technique
- Titre original : Eskimo Nell
- Réalisation : Martin Campbell
- Scénario : Michael Armstrong sur une idée de Stanley A. Long
- Photographie : Peter Hannan
- Montage : Pat Foster
- Production : Stanley A. Long
- Société de production : Salon Productions
- Pays de production :  Royaume-Uni
- Genre : Comédie érotique
- Durée : 85 minutes
- Dates de sortie : 
  - Royaume-Uni : 17 janvier 1975

## Distribution
- Michael Armstrong : Dennis Morrison
- Terence Edmond : Clive Potter
- Christopher Timothy : Harris Tweedle
- Roy Kinnear : Benny U. Murdoch
- Rosalind Knight : Lady Longhorn
- Lloyd Lamble : The Bishop
- Jonathan Adams : Lord Coltwind
- Christopher Biggins : Jeremy Longhorn
- Katy Manning : Hermione Longhorn
- Diane Langton : Gladys Armitage
- Gordon Tanner : Big Dick
- Beth Porter : Billie Harris
- Max Mason : Dave
- Christopher Neil : Brendan
- Richard Caldicot : Ambrose Cream
- Stephen Marsh : Rudolph
- Prudence Drage : Millicent Bindle
- Jeremy Hawk : Vernon Peabody
- Rayner Bourton : Johnny
- Stephen Riddle : Simon

## Accueil
Le film a reçu la note de 2/5 sur AllMovie.